# Salvia ombrophila
Salvia ombrophila là một loài thực vật có hoa trong họ Hoa môi. Loài này được Dusén miêu tả khoa học đầu tiên năm 1903.